# Boliche pinos de pato
Boliche pinos de pato (em inglês, duckpin bowling), é uma variação do esporte de boliche.
As bolas de pinos de pato variam de 4,75 a 5 polegadas de diâmetro, pesam entre 1,53 e 1,70kg cada, e não possuem furos para os dedos. São, portanto, significativamente menores do que as usadas no boliche de dez pinos, mas ligeiramente maiores e mais pesadas do que os usados no boliche pinos de vela.
Os pinos de pato, embora dispostos em um triângulo idêntico ao usado no boliche de dez pinos, são mais curtos, ligeiramente mais finos e mais leves do que seus equivalentes de dez pinos, o que torna mais difícil para a bola menor atingir o strike. Por esse motivo, semelhante ao boliche de candlepin, o lançador tem direito a três lançamentos por frame.

## Regras

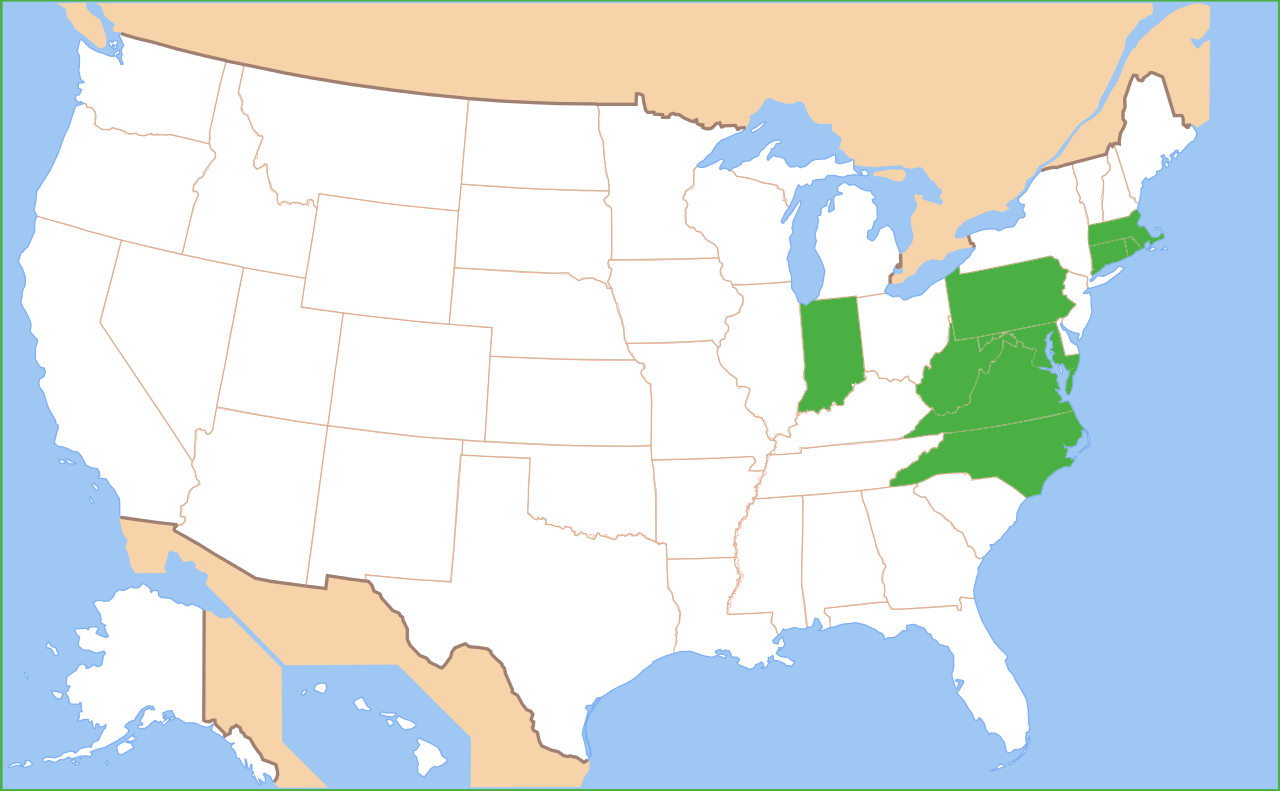
De acordo com o Congresso Nacional de Boliche Duckpin (NDBC), o boliche duckpin regulamentado é praticado em nove estados (mostrados aqui em verde). O boliche "mini-duckpin" não regulamentado é praticado em outros locais.

O boliche Duckpin tem regras  semelhantes ao boliche de dez pinos. Em um jogo de 10 frames, os jogadores tentam derrubar os pinos no menor número de rodadas por frame. Os jogadores têm três bolas por frame, em vez de duas como no boliche de dez pinos, para derrubar um conjunto de 10 pinos. Se um jogador derrubar todos os 10 pinos com seu primeiro lançamento em um frame, é pontuado como um strike . Se todos os pinos forem derrubados em dois lançamentos, o jogador fez um spare . Se todos os pinos forem derrubados em três lançamentos, é pontuado como um dez, como no candlepins, sem bônus. Se os pinos ainda estiverem de pé após a terceira bola, o jogador ganha um ponto para cada pino derrubado.
Em caso de strike, o arremessador recebe 10 pontos mais o número total de pinos derrubados com as duas bolas seguintes roladas, para um máximo de 30 pontos. Em caso de spare, o arremessador recebe 10 pontos mais o número de pinos derrubados com a bola seguinte, para um máximo de 20 pontos. Se forem necessárias três bolas para derrubar todos os 10 pinos, o arremessador recebe 10 pontos, sem bônus. A pontuação final de um arremessador é a soma dos pontos ganhos em 10 frames (um spare ou strike no décimo frame rende um ou dois lançamentos, respectivamente). A pontuação máxima possível de 300 pontos, que é alcançada ao rolar 12 strikes seguidos, nunca foi alcançada em condições oficiais.
As pistas de boliche de pinos de pato são do mesmo tamanho que as pistas de boliche dez-pinos, mas com canaletas menores. 

## História
A origem do boliche duckpin tem sido contestada. Uma afirmação comumente recitada é que o esporte começou em Baltimore por volta de 1900, em um salão de boliche, bilhar e sinuca de propriedade dos futuros membros do Hall da Fama do beisebol John McGraw e Wilbert Robinson,  ambos do antigo Baltimore Orioles ( – ).  Uma dessas alegações é relatada no Pittsburgh Press de 3 de março de 1929.  No entanto, pesquisas encontraram referências ao duckpin datando do início da década de 1890 em New Haven, Boston e Lowell, Massachusetts.  O autor Howard W. Rosenberg escreveu em 2005 que sua pesquisa mostrou que o esporte existia "pelo menos em 1894, e provavelmente bem antes disso",  com a ex-editora do Duckpin News, Stacy Karten, afirmando em uma publicação de 2016 que Rosenberg encontrou uma referência de 1892 ao duckpin no The Boston Globe. 
Duckpins não era um esporte organizado até que o National Duckpin Bowling Congress (NDBC) foi fundado em 1927. 

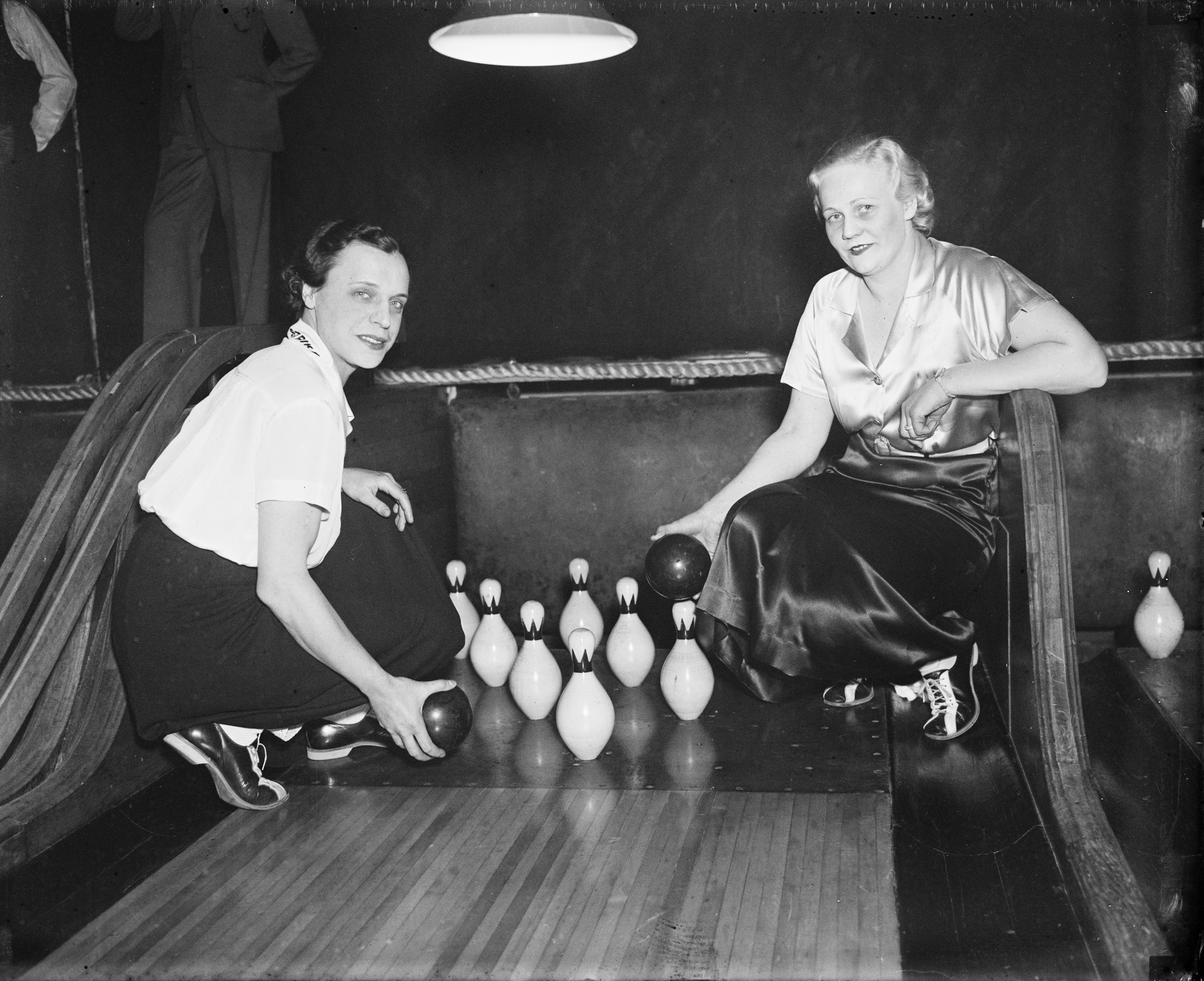
Jogadores de Duckpin, 1936.

Em 1953, o projetista de submarinos Ken Sherman desenvolveu o primeiro armador de pinos automático duckpin, cujo design tinha mais de 1.000 peças móveis.  A recusa de Sherman em vender sua patente para o concorrente de dez pinos Brunswick fez com que ele não tivesse o investimento corporativo necessário para fabricar um grande número de armador de pinos duckpin.  Além disso, nenhuma peça para o armador de pinos Sherman foi fabricada desde 1973,  de modo que qualquer pessoa que queira abrir um novo centro de boliche deve canibalizar as peças.  Acredita-se que a ausência de novas máquinas armadoras de pinos restringe o crescimento do esporte, e as peças de reposição devem ser recuperadas ou obtidas em pistas que fecharam.  Apenas uma empresa fabrica duckpins e apenas os aluga. 
O diretor executivo do National Duckpin Bowling Congress disse em 2016 que havia 41 pistas de boliche de pinos de pato certificadas pelo congresso, abaixo das quase 450 em 1963.  Em comparação, havia cerca de 4.000 centros de dez pinos em 2018.  O Baltimore Sun relatou em 2017 que o número de jogadores profissionais de boliche de pinos de pato caiu mais de 90 por cento. 
Em 1982, foi formada a Women's National Duckpin Association (WNDA), que realiza torneios para mulheres competirem profissionalmente,  com eventos do Ladies Professional Duckpin Tournament (LPDT) que remontam pelo menos a 1974. 

## Variantes

### Pinos com anéis de borracha

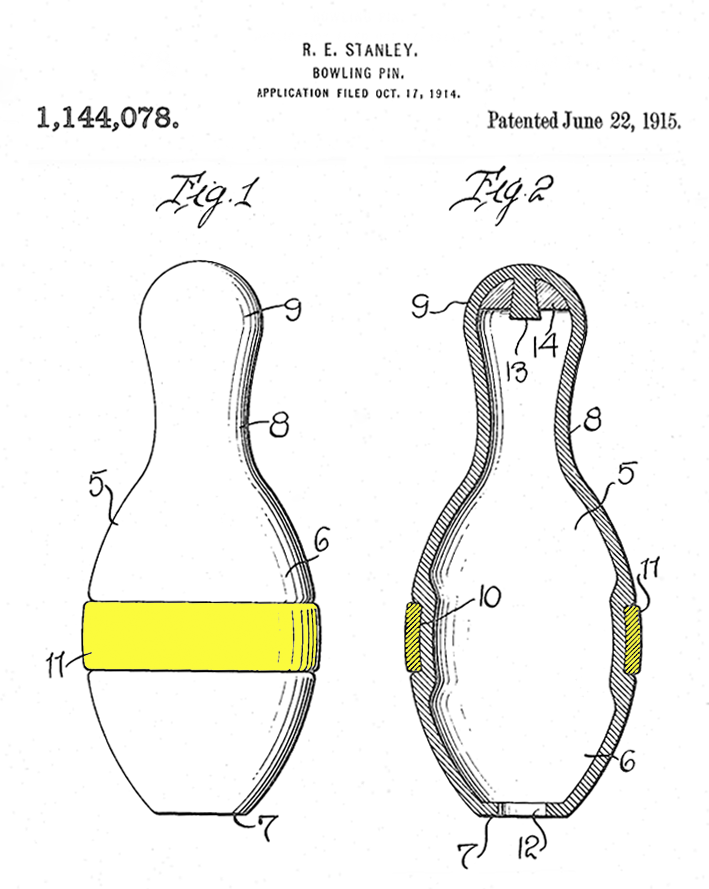
Esta patente dos EUA de 1915 mostra um pino de pato no qual "uma faixa de borracha ou outro material resiliente 11" (coloração amarela adicionada à imagem acima) é colocada "em uma ranhura periférica anular ou canal 10".

Em 1905, uma variante chamada pinos de pato com borracha (em inglês, rubber band duckpins) foi introduzida na área de Pittsburgh, Pensilvânia, por William Wuerthele,  na qual os pinos são circundados com elásticos rígidos para aumentar a ação do rebote em colisões e, portanto, a pontuação. Wuerthele observou os arremessadores desperdiçando sua terceira bola, bem como pinos voadores machucando os garotos que colocavam os pinos, então, de acordo com uma publicação extinta chamada The Ducks, Wuerthele adicionou o elástico para aumentar a pontuação.
O Congresso Americano de Boliche de Pinos de Pato (American Duckpin Congress) foi formado na década de 1920 para regulamentar o jogo de boliche com elástico. A organização posteriormente se tornou o Congresso Americano de Boliche com Elástico em 1945 e se tornou uma afiliada ao Congresso Nacional de Boliche com Elástico. O jogo de boliche com elástico está quase extinto, com a maioria das pistas localizadas em clubes privados, embora haja uma pista nos EUA ainda aberta ao público em Glassport, Pensilvânia . 
Até 2018, os pinos de borracha foram limitados principalmente a Québec, onde são chamados de petites quilles ("pequenos pinos", em francês). 
Houve jogos perfeitos jogados no duckpin de borracha, incluindo o maior prêmio de duckpin já ganho na televisão, Can$50 000  em 1994.   Como é mais fácil derrubar pinos no duckpin de borracha, suas regras são idênticas às do boliche de dez pinos.

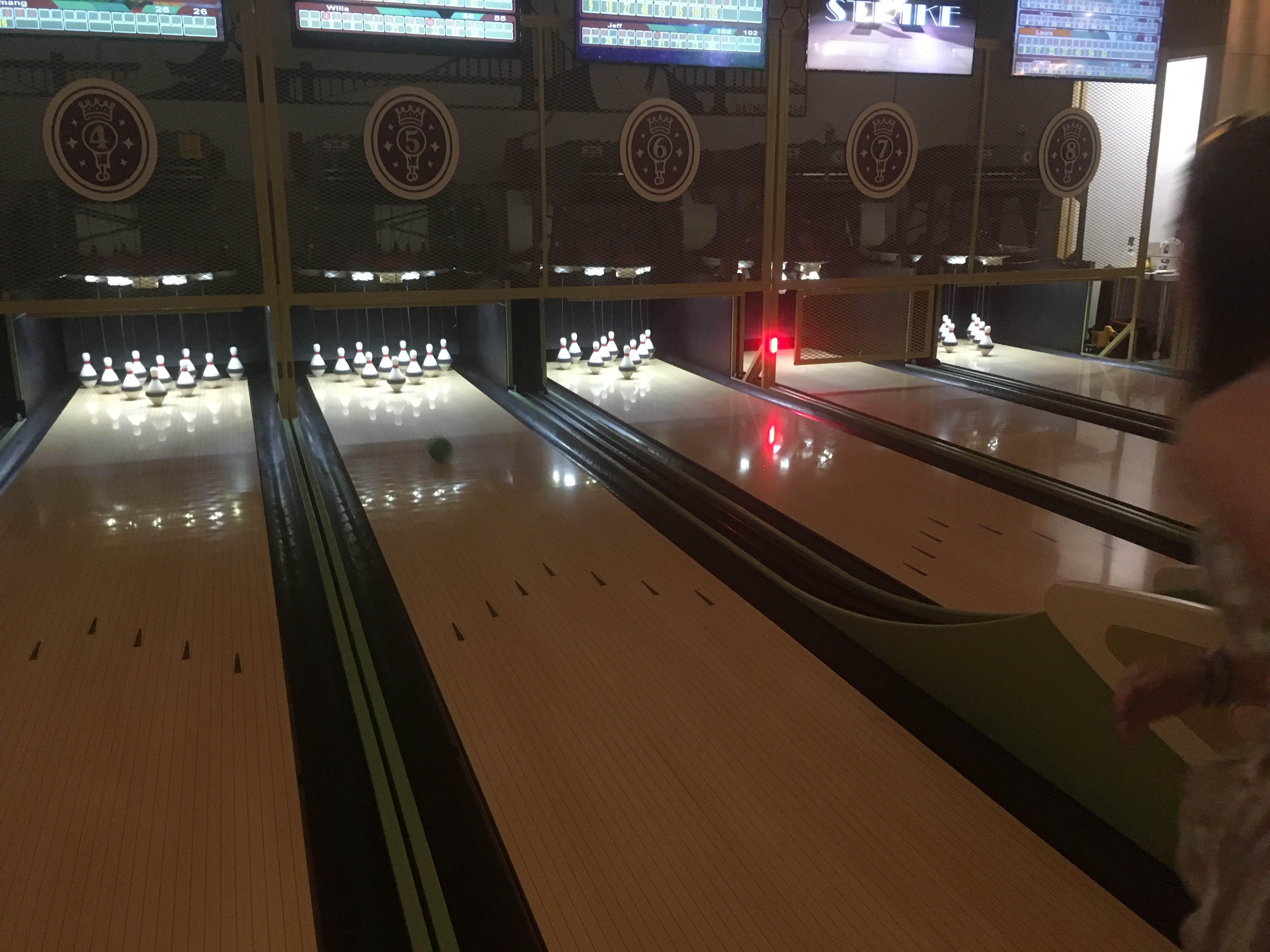
Uma pista de mini duckpins, em Pittsburgh, Pensilvânia

### Mini pinos de pato
Em mini duckpins, a pista é mais curta do que uma pista de duckpin padrão e a largura da pista não é padrão.  Embora nunca tenha havido um jogo perfeito sancionado no boliche de duckpin regulamentado, jogos perfeitos de 300 pontos são considerados relativamente comuns no jogo de mini duckpin. 

## Comparação com boliche de dez pinos
O USBC relatou que houve 55.266 jogos certificados de 300 no boliche de dez pinos apenas na temporada de 2013-2014, mas nunca houve um jogo certificado de 300 no boliche de pinos de pato.  Um homem de Connecticut chamado Pete Signore Jr. chegou mais perto com um jogo de 279 em 1992. 

## Links externos
- Congresso Nacional de Boliche Duckpin (NDBC) ( arquivo )
- Lista de proprietários de duckpin News ( arquivo )
- Associação Nacional de Jovens Duckpin (NDYA)